# Ernst Evers
Ernst Eduard Evers (* 15. August 1844 in Kaköhl, Gemeinde Blekendorf; † 23. Oktober 1921 in Malente) war ein deutscher evangelischer Theologe, Pfarrer und Schriftsteller.

## Theologe
Der Sohn eines Wagenbauers und einer Hebamme aus dem Dorf Kaköhl in Schleswig-Holstein besuchte das Gymnasium in Plön und nahm 1865 an der Kieler Universität ein Theologiestudium auf. Zur Fortsetzung seines Studiums wechselte er später an die Theologische Fakultät der Berliner Universität. Er wurde 1869 Pastor in Tetenbüll auf der Halbinsel Eiderstedt in Schleswig-Holstein. Er arbeitete auch als Redakteur an dem von ihm begründeten Blatt Das Immergrün, bevor er im Jahre 1888 in den Dienst der Berliner Stadtmission trat.

## Mitarbeit in der Berliner Stadtmission
Als Pastor und geistlicher Inspektor der Berliner Stadtmission leitete Evers die am 1. August 1883 gegründete Stadtmissions-Verlagsbuchhandlung seit 1. April 1888 und war zugleich Redakteur zahlreicher von ihr herausgegebener Publikationen. Evers wurde 1891 zur fachmännischen Unterstützung als weiterer bevollmächtigter Geschäftsführer der Buchhändler Ulrich Meyer durch den Verlagsinhaber unmittelbar zur Seite gestellt und von März 1892 bis September 1894 der Buchhändler Martin Warneck.
Der seit 1888 von der Berliner Stadtmission in einer Auflage von rund 10.000 Exemplaren veröffentlichte Kalender Deutscher Volksbote wurde ab 1891 von Pastor Evers redaktionell und auch gestalterisch voll verantwortet und die verkaufte Auflage erreichte in den Folgejahren bis zu 80.000 Exemplare. Der Verlag der Buchhandlung der Berliner Stadtmission veröffentlichte für das Jahr 1904 den Volksboten letztmals unter dem Herausgeber Ernst Evers, auch in einer besonderen Ausgabe für Westpreußen.
Evers, der 1891 zusammen mit Buchhändler Ulrich Meyer in die Geschäftsleitung der Buchhandlung eingetreten war, brachte nach diesem Erfolg weitere Kalender heraus: 1897 – zusammen mit dem damaligen Pfarrer der Versöhnungskirche Johannes Burckhardt – den Marthakalender, der sich insbesondere an Leserinnen wandte, und 1900 den Johanniskalender für „christlich gesinnte Männer und Jugendliche“. Zudem redigierte Evers einen Abreißkalender mit Bibelsprüchen für den jeweiligen Tag. Die Leipziger Zeitung charakterisierte Evers in ihrer Buchbesprechung zu Auguste Viktoria. Das Lebensbild der deutschen Kaiserin als einen „der liebenwürdigsten christlichen Erzähler. Er trifft den edleren Volkston sowohl in der Erzählung als auch in der Schilderung und hält sich ganz frei von der neuerdings beliebt gewordenen Manier, die Redeweise des Volkes … nachzuäffen. Er klingt uns so traulich, so heimatlich aus seinen Büchern entgegen … Evers scheint uns geradezu zum Volksschriftsteller geboren.“ Evers griff geschichtliche Themen in mehreren seiner Werke auf wie beispielsweise in der Erzählung aus dem Dreißigjährigen Krieg „Wilde Wogen“, die 1890 veröffentlicht wurde. In der Besprechung dieses Titels wurde Evers „Gabe fesselnder und ergreifender Darstellung“ gewürdigt. Überdies schrieb Evers Erzählungen für den Kinderspiegel und die Kinderbibliothek und gab diese als Sammelhefte in der Verlags-Buchhandlung heraus.

### Herausgeber vonDer Sonntagsfreund
Zu den von der Berliner Stadtmission herausgegebenen Zeitschriften gehörte „Der Sonntagsfreund“, der am 1. Januar 1885 erstmals erschien. Die Zeitschrift beinhaltete Gedichte, Betrachtungen, Geschichten und Erzählungen, Historisches, eine Rundschau zur inneren und äußere Mission, darunter Informationen aus der Berliner Stadtmission, Buchbesprechungen, Bilder und Illustrationen, Rätsel sowie Anzeigen. Nachdem Evers bei seinem Eintritt in die Stadtmission im Jahre 1888 die Aufgabe erhielt, die Herausgabe und redaktionelle Leitung dieses Sonntagsblattes zu übernehmen, erweiterte er dessen „Allgemeine Ausgabe“ um weitere regionale Sonderausgaben und gewann aus allen Gebieten Deutschlands Pastoren als Mitherausgeber. Für die jeweilige Regionalausgabe wurden häufig nur der Kopf der Hauptausgabe von Der Sonntagsfreund geändert sowie örtlich interessierende kirchliche Nachrichten zusätzlich veröffentlicht. So hieß die Zeitschrift für Lippe und Schaumburg-Lippe Lutherisches Sonntagsblatt und das Blatt gab neben dem Hauptinhalt der „Allgemeinen Ausgabe“ Ereignisse, beispielsweise die Sonn- und Feiertags-Gottesdienste, aus der Region bekannt. Außerdem gab es für die einzelnen Berliner Kirchengemeinden in der Mark Brandenburg jeweils einen speziellen, auf die betreffende Gemeinde abgestimmten, Sonntagsfreund, dem der örtliche „Kirchenzettel“ beigelegt werden konnte.
Evers schrieb für Ausgaben des „Sonntagsfreundes“ erbaulich-belehrende Erzählungen, die positiven Einfluss auf das Gemüt der Leser bewirken sollten, zum Beispiel 1895 die Erzählung „Adventsklänge / Adventsglocken, die in vier Fortsetzungen abgedruckt wurde.“

### Soziales Engagement
Evers verfasste 1895 eine zeitgeschichtliche Darstellung der „Berliner Notstände“ im kirchlichen und sozialen Leben auf der Grundlage einer Statistik von 1891/92. Er setzte sich für eine Erhöhung insbesondere der Kirchensteuer ein und warb um die Unterstützung der Arbeit der Berliner Stadtmission, damit alle anstehenden Aufgaben besser erfüllt werden könnten. Bei dieser Gelegenheit erwähnte Evers, dass er in einem Vorort von Berlin wohnte und dort eine um ein Prozent höhere Kirchensteuer als in Berlin zu zahlen hatte. Seinen Aufruf um Hilfe zur Überwindung der Notstände in Berlin durch gemeinnützige Vereine untermauerte er mit der Erkenntnis, dass die „Behörden und Körperschaften viel mehr Rücksichten nehmen müssen, viel mehr gebunden sind in ihren Handlungen, auf dem Wege der Instanzen viel langsamer vorwärts kommen, als ein freier Verein.“ Pastor Evers wohnte um 1895 im heutigen Berliner Ortsteil Tempelhof, der zu seiner Zeit noch ein Dorf im ehemaligen preußischen Regierungsbezirk Potsdam, Kreis Teltow, war. Im Harz, in Wernigerode baute er ein Erholungsheim auf.
Evers war als Geistlicher Vorstandsmitglied des Vereins für Berliner Stadtmission.

## Werke (Auswahl)
Im damaligen Verlag der Buchhandlung der Berliner Stadtmission erschienen von ihm folgende unterhaltsame Titel:
- Wetterwolken und Sonnenschein
- Wilde Wogen
- Unter Tannen und Palmen
- Heimwärts
- Ölzweige und Dornreiser
- Im Licht der Weihnachtssonne
- Im Licht der Ostersonne
- Rogate. Erzählung (1889)
- Am Sinai – Erzählungen zu den heiligen zehn Geboten (1899. Erschienen 1900 auch im christlichen Verlag Carl Hirsch, Konstanz, wie auch seine Erzählung Rogate.)
- Goldkörner. Geschichten von der deutschen Treue, 1900
- Die Berliner Stadtmission (mit zeitgenössischen Illustrationen des Berliner Malers Adolf Antkowiak).
- Stille Nacht, heilige Nacht. Weihnachtserzählungen für jung und alt, Beitrag Evers: Liebe um Liebe[20]

Zudem verfasste Evers während seines Wirkens bei der Berliner Stadtmission die Bücher Auguste Viktoria, ein Lebensbild der deutschen Kaiserin, das in mehreren Auflagen veröffentlicht wurde. Im Lutherhause, das im Verlag der Buchhandlung der Berliner Stadtmission 1889 und danach im Konstanz Kunstverlag erschien, illustrierte der Historienmaler Paul Händler. Evers gab die Berliner Evangelien-Postille mit 80 Berliner evangelischen Pfarrern als Autoren heraus, die Predigten für Sonn- und Festtage des Kirchenjahres enthielt Hierfür erhielt er eine Belobigung des Kaisers. Der Verlag der Buchhandlung der Berliner Stadtmission veröffentlichte die Predigten in drei Buchausstattungen zu unterschiedlichen Preisen, wobei die broschierte Ausgabe am wenigsten kostete, während die gebundenen Ausgaben mit Lederrücken und eine weitere Prachtausgabe mit zusätzlichem Goldschnitt am teuersten waren. Den Druck besorgte die Vaterländische Verlags-Anstalt in Berlin.
Evers veröffentlichte seine Werke in mehreren Verlagsorten, insbesondere während seine Ruhestandes aus gesundheitlichen Gründen ab dem Jahre 1904:
- Pflastersteine Stadtgeschichten, Stuttgart (1904)
- Christian Jensen. Ein Lebensbild. Breklum 1908; 1912; 1924
- Die Familie des Bürgermeisters, Agentur des Rauhen Hauses, Hamburg 1913

Im Jahre 1997 erschien der veränderte Nachdruck Ünner de Duppeleek. Schleswig-Holsteensche Geschichten seines von ihm im heimischen Plattdeutsch 1885 veröffentlichten Buches Uenner de Doppeleek. Schleswig-holsteensche Geschichten, das schleswig-holsteinische Geschichten enthält.

## Privates
Mit seiner Ehefrau Minna, geborene von Grumkow, war Evers seit 1873 verheiratet und konnte 1894 mit ihr im Dienst der Berliner Stadtmission die silberne Hochzeit begehen.  Sie hatten sechs Kinder. Drei Jahre zuvor wurde Evers in die Leitung der Buchhandlung der Berliner Stadtmission einbezogen und später bei der Übernahme der „Buchdruckerei der Vaterländischen Verlagsanstalt“ in Berlin durch die Stadtmission sowie nach Gründung der „Kunstanstalt für Kirchenausstattungen“ mit der Leitung durch den Vereinsvorstand betraut. Auf Grund seiner rechtlichen Form als staatlich anerkannter Verein und der ihm verliehenen Rechte einer juristischen Person am 16. November 1891 konnte der Verein für Berliner Stadtmission, insbesondere mit Evers, als dem vom Vorstand bevollmächtigter Leiter, die täglichen Geschäfte sowohl für die Druckerei als auch für die Kunstanstalt verantwortlich führen. Evers setzte sich als Geschäftsführer mit allen seinen Befugnissen für die Herstellung und den Vertrieb der publizistischen und sakralen Erzeugnisse, wie zum Beispiel Altar- und Kanzelbekleidungen, tatkräftig ein. Anlässlich des 25-jährigen Bestehens der Berliner Stadtmission würdigte Walter Thieme den zu jener Zeit bereits verstorbenen Leiter und einstigen Herausgeber ihrer Zeitschriften, Pastor Evers, als „feinsinnigen Schriftsteller“, insbesondere von Erzählungen. Der Pastor der Berliner Stadtmission Ernst Bunke (* 1866; † 1944) wies darauf hin, dass Evers unter der sich aufgebürdeten Last „schließlich zusammenbrach“ und mit 60 Jahren „vorzeitig aus dem Amte“ bei der Berliner Stadtmission „scheiden musste“. Er zog nach Malente, wo er zusammen mit seiner Familie ein Höheres Töchterpensionat und Christliches Freizeitheim (Villa Martha und Villa Maria) aufbaute. Er schrieb auch hier weitere Bücher. Evers starb in der Holsteinischen Schweiz im 78. Lebensjahr. Sein Werk wird noch heute weitergeführt durch seine Urenkelin, die Ärztin Gudrun Wagner, und ihren Mann, Pastor Dagobert Wagner, die das Freizeitheim „Christlicher Jugendhof“ in Malente-Kreuzfeld betreiben.